# Amina Tyler
Amina Tylerová (أمينة تيلر‎) (* 7. prosince 1994)  narozena jako Amina Sbouï (أمينة السبوعي), je tuniská studentka, aktivistka v oblasti ženských práv, a bývalá členka hnutí FEMEN.

## Životopis
11. března 2013 Tylerová jako první tuniská žena sdílela na svém facebookovém profilu svou fotografii, na které byla od pasu nahoru nahá s arabským nápisem „Mé tělo je mé, a není zdrojem cti někoho jiného“. Fotografie byla vnímána jako skandální a v tuniské společnosti vyvolala silné kontroverze srovnatelné s těmi, které vyvolala polonahými selfie Egypťanka Aliaa Magda Elmahdy o dva roky dříve.

16. března ji pozval populární moderátor talkshow Naoufel Ouertani Tylerovou do svého pořadu na TV Ettounsiya, kde se objevila maskovaná pixelizací. Vysvětlila, že její fotografie nemá mít sexuální konotace, ale má upozornit na požadavky na zrovnoprávnění žen v patriarchální společnosti.
Imám Adel Almi na ni vydal fatvu - trest 100 ran bičem a ukamenování. Pokud by někdo podal stížnost, mohla být Tylerová v souladu s tuniským trestním řádem odsouzena až na šest měsíců vězení.
19. května 2013 napsala slovo "FEMEN" na hřbitovní zeď v Kajruvánu na protest proti výročním kongresu salafistické strany Ansar al-Šaría. Byla zatčena a převezena do vězení Messaadine v Súse.
Její otec, lékař Mounir Sbouï, řekl v rozhovoru francouzskému deníku Libération, že jeho dcera udělala chybu, ale nespáchala žádný zločin. Dlouholetý bojovník za socialistické Demokratické Fórum pro práci a Svobody, který opustil stranu ihned po jejím vstupu do vlády Troika prohlásil, že byl dokonce na svou dceru pyšný, že "obhajuje své ideály," a který byl tímto nucen přehodnotit své postoje, aby následně pochopil, že člověk musí být aktivní.
Následovaly mezinárodní protesty za její propuštění z vazby. 12. června 2013 tuniský soudce odsoudil dvě francouzské a jednu německou členku FEMEN poté, co byly obviněny z veřejného pohoršování během jejich protestu za propuštění Tylerové.
Demonstrantky Pauline Hillierová, Marguerite Sternová, a Josephine Markmannová byly propuštěny 26. června 2013 poté, co tuniský soud zrušil trest odnětí svobody. Amina Tylerová byl zproštěna obvinění pro pohrdání a pomluvy 29. července 2013, ale zůstala uvězněna čekajíc na samostatný proces k obvinění ze znesvěcení hřbitova.
FEMEN uspořádalo protesty před Velkou mešitou spálením Tauhídské vlajky. Po propuštění v srpnu 2013 Tylerová prohlásila, že opouští skupinu. Důvodem byla akce FEMEN v Paříži, kterou vnímá jako neuctivou k muslimskému světu, a protože organizace podle ní není dostatečně finančně transparentní.
V roce 2013 se přestěhovala do Paříže, kde absolvovala střední školu a jako spoluautorka publikovala autobiografii.